# جوائز هوليوود الشبابية
جوائز هوليوود الشبابية (بالإنجليزية: Young Hollywood Awards)‏ هي جائزة تقدم سنويا لأفضل موسيقى وأفضل أفلام ورياضيين وعارضات أزياء. ويتم التصويت عليها من قبل مراهقين تتراوح أعمارهم بين 13-19 .وعقد أول حفل لتوزيع الجائزة في عام 1999.

## روابط خارجية
- جوائز هوليوود الشبابية على موقع IMDb (الإنجليزية)